# Endamoeba
Zu unterscheiden von Entamoeba
Endamoeba ist eine wenig erforschte Gattung von Amoebozoa in der großen Familie Entamoebidae (früher auch Endamoebidae genannt),
die wirbellose Tiere (Insekten) infizieren und sie in ihrem Darm parasitieren.
In der ersten Hälfte des 20. Jahrhunderts wurde die Schwestergattung Entamoeba (mit Wirbeltieren als Wirten) hier in die Gattung Endamoeba überführt, weshalb die diese Amöbenarten enthaltende Familie manchmal als Endamoebidae bezeichnet wird.
Dieser Schritt wurde jedoch von der Internationalen Kommission für Zoologische Nomenklatur (englisch International Commission on Zoological Nomenclature) in den späten 1950er Jahren rückgängig gemacht. Die Familie heißt nun Entamoebidae, mit Endamoeba als Typusgattung.
Seither sind die beiden Gattungen Entamoeba und Endamoeba stabil geblieben (Stand April 2022).

## Beschreibung
Die Trophozoiten (beweglichen Zellen) sind gewöhnlich zwischen 10 und 165 µm groß und haben breite, sich vergrößernde, gelappte Pseudopodien (Scheinfüßchen).
Das Ektoplasma (die äußeren Teile des Zytoplasmas) sind klar, das Endoplasma (der Innenbereich des Zytoplasmas) ist körnig und sieht wie mit inneren Rippen versehen aus.
Der Zellkern ist oval oder kugelförmig, mit einer körnigen Peripherie (Randzone) und klarem Zentrum. Es gibt kein Nucleolus (Endosom).
Das Zytoplasma ist ohne Kristalle oder kontraktile Vakuolen.
Die Zysten (Ruhe- oder Dauerform) sind kugelförmig mit einer dicken Membran. Sie haben oft 60 oder mehr Kerne (siehe Synzytium).
Nach früherer nomenklatorischer Verwirrung gilt die Gattung heute als auf die Därme von Schaben (Blattodea, wie Küchenschaben und holzfressende Schaben, Cryptocercidae) sowie Termiten beschränkt (Stand April 2022).

## Systematik
Familie: Entamoebidae (alias Endamoebidae)
Anm.: Nach Ansicht der meisten Autoren ist die Verwandtschaft mit den geißeltragenden Amöben (Amöboflagellaten) der Familie Mastigamoebidae nur weitläufig und rechtfertigt eine eigene Familie für die Gattungen Endamoeba, Entamoeba und nahe Verwandte (Ausnahme Encyclopedia of Life).
Andererseits wird die Verwandtschaft dieser beiden Familie als so nah angesehen, dass eine Klassifizierung in eine eigene gemeinsame Ordnung Archamoebae (statt Amoebida) gerechtfertigt erscheint (Ausnahme Integrated Taxonomic Information System und Global Biodiversity Information Facility). Weiteres zur hier angenommenen Taxonomie siehe Entamoeba.
- Gattung: Endamoebae J. Leidy 1879.
Synonyme:
  - Endamoeba (Placoidia) Morris 1936 (als Unterart)
  - Endamoeba (Poneramoeba) Lühe 1909 (als Unterart)
  - Loeschia Chatton & Lalung-Bonnaire 1912
  - Proctamoeba Aléxéieff 1912
  - Viereckia Chatton & Lalung-Bonnaire 1912

Arten:
- Endamoeba blattae (Bütschli 1878) Leidy 1879 – Typusart
- Endamoeba lutea Henderson 1941
- Endamoeba similans Kirby 1927

Weniger gut belegt sind:
- Endamoeba beaumonti Kirby 1932
- Endamoeba bradypi Hegner
- Endamoeba brasiliensis Stabler 1933
- Endamoeba dreyfusi Pinto 1930
- Endamoeba gedoelsti Hsiung 1930
- Endamoeba lafleuri Freeman 1929
- Endamoeba majestas Kirby 1927

Reklassifizierungen:
Mit der Abspaltung der Gattung Entamoebae wurden die damals bekannten Wirbeltiere infizierenden Spezies in die wiedererrichtete Gattung Entamoebae überführt, z. B.:
- Endamoeba histolytica – die parasitäre Amöbe, die beim Menschen die Amöbenruhr verursacht ⇒ Entamoeba histolytica